# Frans Schartau
För andra betydelser, se Frans Schartau (olika betydelser).

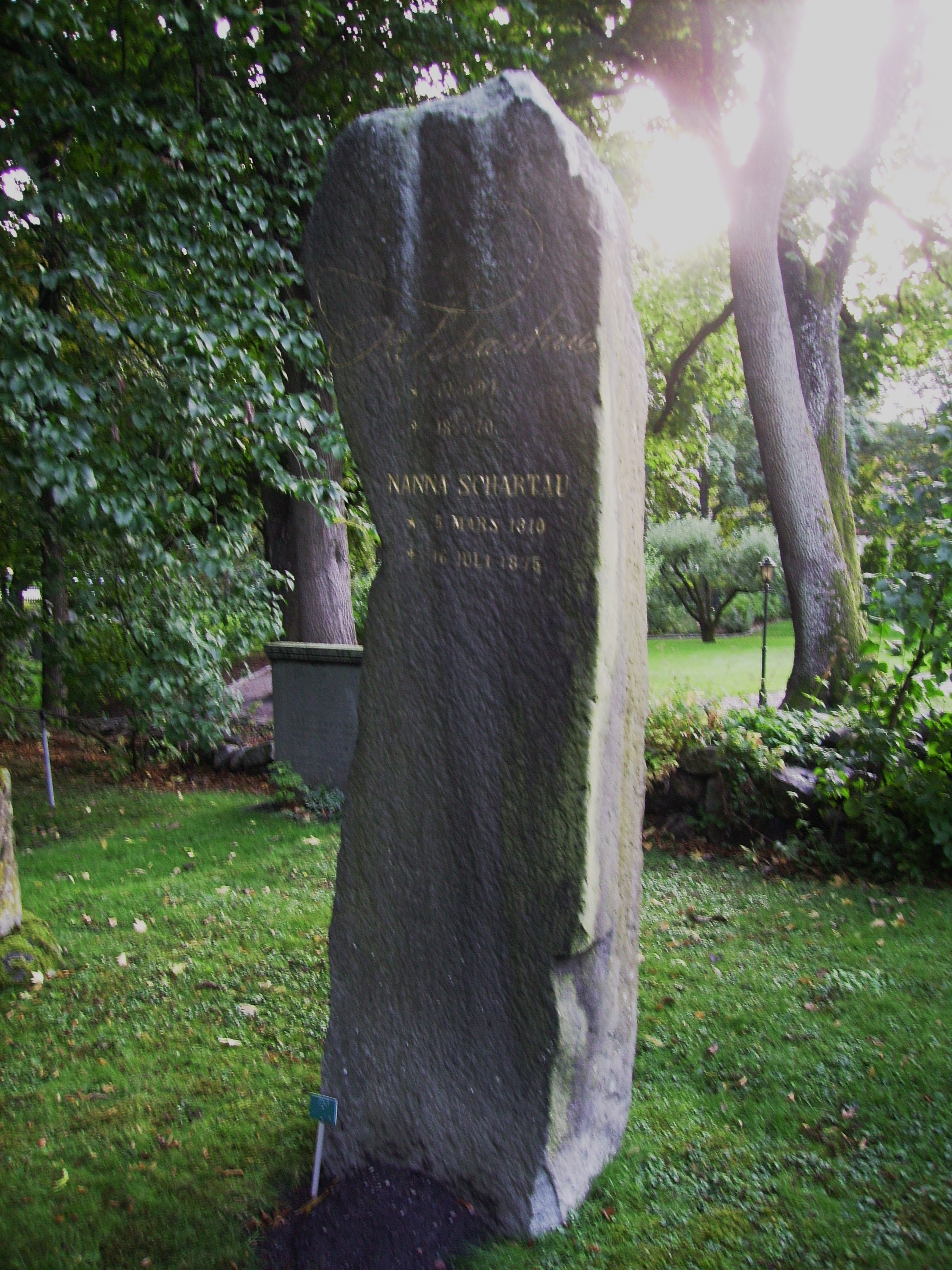
Frans Schartaus gravvård på Solna kyrkogård.

Frans Schartau, född 7 oktober 1797 i Malmö, död 17 januari 1870 i Stockholm, var en svensk affärsman och riksdagsman. Han var far till Frans Schartau (1828–1881).

## Biografi
Frans Schartau var son till grosshandlaren Johan Schartau och Katarina Suell samt brorson till Henric Schartau. Han blev student vid Lunds universitet 1812 men reste efter bara en tids studier där 1813 till Tyskland, där han studerade vid handelsinstitutet i Rostock. Efter återkomsten till Sverige begav han sig till Stockholm, där han 1817–1827 var  anställd hos handelsfirman Bibau & Vong, där Vong var hans släkting. Genom giftermål med en brorsdotter till Vong blev han ägare till säteriet Lidboholm i Sjösås socken, ägnade sig 1827–1828 åt jordbruk där men återvände efter hustruns död till Stockholm 1829, varefter han ingick som delägare i firman Bibau & Vong och inom kort blev huvudägare. 
Schartau var ledamot av borgarståndet 1840–1841, 1844–1845 och 1847–1848 och intog där en framskjuten plats inom det liberala partiet. Som ledamot av statsutskottet vid samtliga riksdagar gjorde han sig känd som en sparsamhetsivrare. I representationsfrågan yrkade han 1844 bifall till det vilande förslaget om enkammarriksdag, och även som ledamot av 1846–1847 års representationskommitté drev han en radikal linje, då han förordade ograderad rösträtt och motsatte sig projektet om kungavalda ledamöter. Under 1848 års reformrörelse invaldes han i Stockholms reformsällskap, där han dock efter framläggandet av det kungliga representationsförslaget ville låta sig nöja med detta förslag. 
Schartau tillhörde Stockholms borgerskaps äldste från 1841 och var ordförande där från 1856, liksom han var den ledande kraften i drätselkommissionen. Han förvaltning präglades av stor försiktighet och sparsamhet. Under 1857 års handelskris ingrep han med rådighet och tog initiativ till både en kreditförening och en garantiförening för dem, som på grund av växelskulder till utlandet råkat i svårigheter. Sedan krisen övervunnits, överlämnades till Schartau ett insamlat belopp av 30 000 riksdaler, som på hans önskan av Stockholms grosshandelssocietet 1865 användes till upprättandet av Schartaus handelsinstitut. 
Schartau, som i handelspolitiskt avseende aldrig omfattade det liberala partiets friare grundsatser, kom med tiden i skarp motsättning till partiet. 1858 gick han emot det liberala kravet på slopande av den graderade röstskalan vid val till borgarståndet, och efter de nya kommunallagarnas införande 1862 vägrade han att motta val till stadsfullmäktige. Däremot lät han 1866 invälja sig i första kammaren för Stockholms stad, som han sedan tillhörde fram till sin död. 
Schartau, som var fullmäktig i riksbanken 1840–1860, ägnade sig senare främst åt bankfrågor, där han liksom  Lantmannapartiet i andra kammaren hävdade riksbankens intresse gentemot privatbankerna, vilkas sedelutgivningsrätt han ville slopa. Även i tullfrågor följde han Lantmannapartiet, såg den franska handelstraktaten som en olycka och gick emot den av Sven Adolf Hedlund föreslagna vitbetsockeraccisen. 
Schartau var både självständig och oegennyttig, och hävdade samhällets rätt gentemot privatintressen. Han var sträv till lynnet och kunde brusa upp under diskussion. Han var solid som affärsman, men hans firma som bland annat bedrev tobakshandel och förläggarverksamhet, uppdrevs inte till något mer omfattande företag. Schartau erhöll 1868 Vasaordens storkors.